# Liste der denkmalgeschützten Objekte in Mitterndorf an der Fischa
Die Liste der denkmalgeschützten Objekte in Mitterndorf an der Fischa enthält die 5 denkmalgeschützten, unbeweglichen Objekte der Gemeinde Mitterndorf an der Fischa im niederösterreichischen Bezirk Baden.

## Denkmäler
| Foto |                 | Denkmal                                                                        | Standort                                     | Beschreibung | Metadaten |
| ---- | --------------- | ------------------------------------------------------------------------------ | -------------------------------------------- | --- | --- |
| ja   | Datei hochladen | Pestsäule/Pestkreuz HERIS-ID: 66667 Objekt-ID: 79575 marterl.at: 11987         | bei Gartenstraße 22 Standort KG: Mitterndorf | Der barocke Tabernakelbildstock mit steinernem Pyramidendach und Kreuz steht seit 1979 am südlichen Ortsausgang.                          | BDA-Hist.: Q38114041 Status: § 2a Stand der BDA-Liste: 2025-06-30 Name: Pestsäule/Pestkreuz GstNr.: 774/18                                                                                                |
| ja   | Datei hochladen | Dreifaltigkeitssäule HERIS-ID: 66664 Objekt-ID: 79572                          | bei Hauptstraße 5 Standort KG: Mitterndorf   | Die Dreifaltigkeitsgruppe mit Heilig-Geist-Taube aus Schmiedeeisen wurde 1853 anlässlich des Attentats auf Kaiser Franz Joseph errichtet. | BDA-Hist.: Q38114033 Status: § 2a Stand der BDA-Liste: 2025-06-30 Name: Dreifaltigkeitssäule GstNr.: 775/1                                                                                                |
| ja   | Datei hochladen | Kath. Kirche hl. Katharina und ehem. Friedhof HERIS-ID: 50236 Objekt-ID: 55022 | bei Hauptstraße 23 Standort KG: Mitterndorf  | Barocke Saalkirche von 1775 auf den Grundmauern eines frühgotischen Vorgängerbaus, an drei Seiten von ehemaliger Friedhofsmauer umgeben.  | BDA-Hist.: Q38038862 Status: § 2a Stand der BDA-Liste: 2025-06-30 Name: Kath. Filialkirche hl. Katharina (Ehem. Kath. Pfarrkirche) und ehem. Friedhof GstNr.: .29/1 Pfarrkirche Mitterndorf an der Fischa |
| ja   | Datei hochladen | Steinernes Kreuz HERIS-ID: 66668 Objekt-ID: 79576                              | bei Hauptstraße 40 Standort KG: Mitterndorf  | 1867 nach Ende der Choleraepidemie errichtet.                                                                                             | BDA-Hist.: Q38114049 Status: § 2a Stand der BDA-Liste: 2025-06-30 Name: Steinernes Kreuz GstNr.: 775/15                                                                                                   |
| ja   | Datei hochladen | Kriegerdenkmal HERIS-ID: 66662 Objekt-ID: 79570                                | Hauptstraße 23, bei Standort KG: Mitterndorf | Obelisk mit Inschrift auf dem Kirchenvorplatz.                                                                                            | BDA-Hist.: Q38114024 Status: § 2a Stand der BDA-Liste: 2025-06-30 Name: Kriegerdenkmal GstNr.: .29/2 |